# الإسلام في إفريقيا
يعتبر الإسلام ثاني أكثر الأديان انتشارًا في القارة الأفريقية بعد المسيحية. كانت إفريقيا هي القارة الأولى التي توسع فيها الإسلام من جنوب غرب آسيا خلال أوائل القرن السابع الميلادي واليوم هي موطن لأكثر من ثلث سكان العالم المسلمين.
عبر المسلمون جيبوتي والصومال الحاليين بحثًا عن ملجأ في إريتريا وإثيوبيا الحالية خلال الهجرة إلى مملكة أكسوم المسيحية. ينتمي معظم المسلمين في إفريقيا إلى الطائفة السنية. تظهر المدارس الفكرية والتقاليد في العديد من البلدان الأفريقية تنوع الإسلام في إفريقيا. العديد من الجماعات العرقية الأفريقية وخاصة في شمال وغرب وشرق أفريقيا تعتبر الإسلام دينهم التقليدي. تعتبر ممارسة الإسلام في القارة الأفريقية ديناميكية وتتشكل باستمرار من عوامل اجتماعية واقتصادية وسياسية.
في عام 2002 قدرت بعض الدراسات أن 40٪ من سكان إفريقيا هم من المسلمين، وهي نسبة انخفضت قليلاً بسبب ارتفاع معدلات المواليد في أفريقيا جنوب الصحراء ذات الأغلبية المسيحية. الإسلام هو الدين الرئيسي لشمال إفريقيا والقرن الأفريقي والساحل والساحل السواحلي وغرب إفريقيا مع وجود أقليات مهاجرة في جنوب إفريقيا.

## بداية العلاقات العربية الأفريقية
كان الحضارم (عرب جنوب شبه الجزيرة العربية) أول الشعوب العربية التي أتت إلى الساحل الشرقي لإفريقيا بغرض التجارة لا الغزو، وعلى الرغم من أنهم وفدوا في أعداد قليلة إلا أنهم داوموا في تجارتهم، واختلطوا بأهل الساحل، وتزوجوا منهم، وأقاموا محطات تجارية، وفي منتصف الألف سنة التي سبقت ميلاد المسيح بدأ الطابع العربي يظهر على طول الساحل، ولم يفقد هذا الساحل شخصيته المميزة، إذ كان يدعم بشكل دائم بالوافدين من جزيرة العرب والخليج العربي.
ويذكر مؤرخو الإغريق القدماء عن «الزنج» الذين كانوا يعيشون في سواحل شرق إفريقيا، أنهم شيدوا مدنًا ساحلية كانت على علاقات جارية راسخة مع شبه الجزيرة العربية والهند. ومن المرجح أن يكون عرب جزيرة العرب - خاصة عرب الجنوب - هم أقدم الشعوب العربية اتصالًا بالسواحل الشرقية الإفريقية، بحكم الجوار الجغرافي، وساعدهم على قيام هذه الصلات نظام الرياح الموسمية، والتي كانت تمكن السفن الشراعية الصغيرة من القيام برحلتين على الأقل في العام؛ ففي الخريف تدفعها الرياح الموسمية الجنوبية الغربية من خليج عمان وسواحل الجزيرة العربية نحو الساحل الإفريقي، وفي فصل الربيع تدفعها في اتجاه الشمال الشرقي، حيث تمكنها من العودة إلى قواعدها، وفي خلال دورة الرياح يتم التعامل التجاري. كانت تلك إذن هي بدء العَلاقات بين سكان شبه الجزيرة العربية وبين شرق القارة الإفريقية، وقد مهَّدَ هذا الأمر لوصول الإسلام ثُمَّ نَشْرِهِ بعد ذلك في تلك الأماكن.
بعد ظهور الإسلام، أدى توسع والفتوحات إلى خوف الأتباع الديانات الإفريقية التقليدية إما عن طريق التحول الى الاسلام او دفع الجزية أو الغزو. وقد أثرت الديانات الإفريقية التقليدية على الإسلام في أفريقيا، ويعتبر الإسلام أكثر شيوعًا مع الديانات الأفريقية التقليدية، ولكن حدثت أشكال من الصراع، خاصةً بسبب الموقف التوحيدي للإسلام وصعود الإصلاحيين المسلمين مثل أسكيا محمد. في منطقة سينيجامبيا، أصبحت قومية السيريريون الذين ربطوا «صلة قوية بماضيهم الديني القديم»، أهدافًا للجهاد الإسلامي والاضطهاد منذ القرن الحادي عشر إلى القرن التاسع عشر، مما أدى إلى معركة فاندان - ثيوتيون. استوعب معظم أتباع الديانات التقليدية الإسلام في بداية انتشاره في أفريقيا، ولكن في غرب أفريقيا، فقط مع ظهور الاستعمار بدأ للإسلام جاذبية جماهيرية، حيث تحولت الجماعات من العداء التاريخي للهيمنة الإسلامية نحو الانضمام إلى المجتمعات الإسلامية. وفي العديد من الحالات، اختارت الجماعات المتصارعة الانحياز إلى جيوش المسلمين ضد مجتمعات أفريقية أخرى.

## هجرة المسلمين للحبشة
هجرة المسلمين للحبشة وقد كانت التجارة بين عرب شبه الجزيرة العربية وشعوب شرق إفريقيا ما زالت مستمرَّة حين جاء الإسلام، فلمَّا اشتدَّ أذى مشركي مكة للمسلمين أذن النبي محمد لبعض أصحابه بالهجرة إلى الحبشة، حيث يوجد بها النجاشي، ولقد وصفه الرسول بأنه لا يُظلم عنده أحد، ومن ثَمَّ كان اختيار الحبشة كمكان لهجرة المسلمين ابتداءً، وكان الاستقبال الحافل والحفاوة البالغة التي تمَّ بها استقبال المسلمين كَفِيلَة باستمرارهم، وتَكَرَّرت هجرتهم مرَّة أخرى بِفَوْج أكبر من الفوج الأول، فبلغ عددهم ثلاثة وثمانين رجلًا وتسعَ عشرةَ امرأة، وقد حاولت قريش الإيقاع بين المسلمين الذين هاجروا إلى الحبشة وبين النجاشي ومَن معه من النصارى، ولكن قوَّة الحُجَّة عند المسلمين وحُسْن تصرفهم حالَ دون هذه الوقيعة، وازداد تمسُّك النجاشي بهم وحمايته لهم.
وقد كان للعَلاقات الودِّيَّة بين الرسول والنجاشي، والمعاملة الطيبة التي لقيَها المسلمون المهاجرون إلى الحبشة أكبر الأثر في توثيق العَلاقات بين مسيحيي الحبشة وبين الإسلام، إلاَّ أن هذه الهجرات الإسلامية الأولية في عهد النبي محمد لم تترك أثرًا في حياة البلاد، وإن كانت قد تركت أثرًا في نفوس الأحباش، وأطلعتهم على الينبوع الرُّوحي الجديد المتفجِّر بالقوَّة والحياة، ووطَّدت الصلات بين الدولة الإسلامية في عهد الرسول وبين الأحباش، وحين بلغ الرسولَ وفاةُ النجاشي صلَّى عليه هو وأصحابه؛ فعن أبي هريرة قال: نعى لنا رسول الله ﷺ النجاشي صاحب الحبشة اليومَ الذي مات فيه فقال: «اسْتَغْفِرُوا لأَخِيكُمْ». وعنه أيضًا قال: إِنَّ النَّبِيَّ صَفَّ بهم بِالْمُصَلَّى فَكَبَّرَ عَلَيْهِ أَرْبَعًا. وعن عروة بن الزبير، عن عائشة رضي الله عنها قالت: لما مات النجاشي كان يُتَحَدَّث أنه لا يزال يُرَى على قبره نور.
وفي السنة التاسعة من الهجرة، أرسل النبي محمد الصحابي علقمة بن مُجَزِّز على سريَّة في اتجاه الحبشة؛ لأن بعض مراكبهم كانت تقترب من مكة بحرًا، ولكنه لم يَلْقَ كيدًا كما تَذْكُر الرواية. ومن هنا كانت منطقة شرق إفريقيا أسبق بقعة في العالم القديم في استقبال الدعوة الإسلامية الخالدة

## فتح الحبشة
لم تكن الحبشة ضمن الممالك التي وجَّه المسلمون إليها حملاتهم في ذلك العهد الأول الذي شهد الفتوحات الإسلامية العظيمة لنشر دين الإسلام، ويبدو أن ذلك راجع إلى عدَّة عواملَ، منها تركيز المسلمين على كسر شوكة الإمبراطوريتين المجاورتين لبلاد العرب، واللَّتين يُخشى منهما على الدولة الإسلامية الناشئة وهما إمبراطورية الفرس والإمبراطورية الرومانية الشرقية، وكذلك اعتبار المسلمين أن مصر أكثر أهمية من الحبشة لمركزها المهم وسبقها في ميدان الحضارة والعمران. ومن أهمِّ الأسباب أيضًا قُرْب عهد المسلمين بالعَلاقات الطيبة التي كان للنجاشي فيها فضلٌ مشكور، حتى يُروى أن النبي نَصَحَ بِتَرْكِ الأَحْبَاشِ وشأنهم طالما أنهم لم يبدءوا بالعدوان، ففي الحديث الشريف: «اتْرُكُوا الْحَبَشَةَ مَا تَرَكُوكُمْ».
ولكن بعد فترة من الزمن أخذ بعض القراصنة الأحباش يهدِّدون تجارة العرب في البحر الأحمر، مما اضطرَّ الخليفة عمر بن الخطاب إلى إيفاد حملة بحرية صغيرة لتأديبهم، ولكنها لم تكلل بالنجاح. وعاود القرصان نشاطهم مرَّة أخرى في عصر الخلافة الأموية، حيث اتخذوا من خرائب ميناء «عدوليس» على جدة مأوى لهم، ودمروا السفن الراسية فيه، بل وهدَّدوا الأماكن المقدسة في مكة والمدينة، فاضطرَّ المسلمون عام 83هـ إلى اتخاذ خطوة حاسمة لوضع حدٍّ لتلك العمليات، بأن جرد عبد الملك بن مروان حملة بحرية لاتخاذ مركز حربي على الشاطئ الغربي، وتمَّ الاستيلاء على مجموع جزر «دهلك» المجاورة لمدينة «مصوع»[16]، وكان أَخْذُ المسلمين لهذا المركز الممتاز بَدْءَ استيلائهم على باقي المراكز البحرية على الشاطئ الإفريقي، وعلى الانتشار التدريجي للإسلام في شرق إفريقية.

## السيطرة على دهلك
كانت السيطرة العربية على جزر «دهلك» سببًا في تطوُّرات عديدة مُهِمَّة في تاريخ المنطقة، من أهمها أنها أعطت فرصة لانتشار الإسلام من قاعدة ثابتة، فضلًا عن ارتباط حركة التجارة في المنطقة بالواقع الجديد الذي أحلَّ النظام والعدل محلَّ الفوضى والقرصنة. وتنسب الروايات تأسيس الإمارات العربية الأُولَى في شرقي إفريقيا لعهد عبد الملك بن مروان ورجاله الشاميين، وما زال اسم عبد الملك بن مروان يُذْكَر في تلك الجهات، لدرجة أن السكان قد حرَّفوا اسمه، فينطقون (عبد المالك) (ابن مرواني)، ومرُّد ذلك ضعف اللغة العربية وظهور اللغة السواحلية.
وفي أواخر عهد الدولة الأموية كانت هجرة الزُّيُود من اليمن عقب مقتل زيد بن علي زين العابدين عام (122هـ/740م)؛ فِرَارًا من اضطهاد بني أمية لهم، وعُرِف هؤلاء بالزيدية، واستقرَّت هذه الجماعات -كما أشارت المصادر- في ساحل (بنادر) الصومالي، وحكموا فيه ما يقرب من مائَتَيْ سنة، ونشروا الإسلام بين قبائل (بنادر)، كما أصلحوا الأراضي، وزرعوا بعض النباتات، بل توغَّل الزيدية إلى داخل الأراضي الصومالية ونشروا الإسلام بين قبائل (أنهار جوبا) و (شبيلي) من بينها قبائل (الجالا) التي اعتنقت الإسلام بحماسة كبيرة، بدليل أن كثيرًا من الصوماليين من أفراد هذه القبائل قد أصبحوا فقهاء ووعَّاظًا، واضطلعوا بنشر الإسلام بين القبائل الوثنية.